# Gottlieb Georg Heinrich von Stambke
Gottlieb Georg Heinrich Freiherr von Stambke (getauft am 20. Juli 1706 in der Schlosskirche Hannover; † 3. Mai 1761 in Kiel) war ein deutscher Staatsbeamter, Gesandter und Diplomat.

## Leben und Wirken
Gottlieb Georg Heinrich von Stambke war ein Sohn von Heinrich Julius Stambke (getauft am 15. November 1664 in Braunschweig; begraben am 18. November 1722 in Hannover), der in Hannover als Konsistorial- und Hofrat tätig war. Seine Mutter Anna Eleonore, geborene Berwardt, wurde am 12. Juni 1687 in Clausthal geboren.
Von Stamke war ein Neffe von Andreas Ernst von Stambke, der ihm eine Stelle ihm herzoglich holsteinischen Staatsdienst vermittelte. Herzog Carl Friedrich nahm ihn mit Antwortschreiben vom 2. und 13. Oktober 1724 als Alumnus auf. Im Rahmen eines Stipendiums sollte er einen jährlichen Zuschuss von 150 Reichsthalern für ein Studium erhalten.
Am 10. Februar 1725 schrieb sich von Stambke mit der Bezeichnung „Hannoveranus“ als Student an der Universität Kiel ein. Als Herzog Carl Friedrich 1727 mit seiner jungen Gattin Anna Petrowna in Kiel einzog, war Stambke Hofjunker, bezeichnet als „Ihro Kayserl. Hoheiten Suite“. 1729 begleitete er seinen Onkel Andreas Ernst von Stambke zu Verhandlungen in Paris. Die Regierung Herzog Carl Peter Ulrichs berief ihn 1747 zum Residenten am Niedersächsischen Kreis.
Aufgrund seiner diplomatischen Fähigkeiten ernannte der Herzog von Stambke zum Minister. Als solcher arbeitete er 10 Jahre in Hamburg. 1748 ernannte ihn der Herzog zum Reichsherren, 1755 zum Kammerherren. 1757 erhielt er einen Ruf an den Petersburger Hof. Großfürstin Katharina empfahl ihn als Leiter der sogenannten „Geheimen Kanzlei zu St. Petersburg“. Er folgte auf den verstorbenen Johann von Pechlin.
Mit der Leitung der „Geheimen Kanzlei“ stand von Stambke in der Gunst der Großfürstin. Er unterstützte sie im Einvernehmen mit dem Petersburger Großkanzler Pjotr Michailowitsch Bestuschew bei der politischen Führung Holsteins. Am 28. Januar 1757 heiratete von Stambke Magdalena Elisabeth von Brockdorff (* um 1740). Im selben Jahr wurde er Konferenzrat, ein Jahr später Wirklicher Geheimer Rat.
Wie sein Onkel geriet von Stambke in die Konflikte zwischen Kaiserin Elisabeth und Großfürstin Katharina, an denen insbesondere Christian August von Brockdorff beteiligt war. Nach dem Sturz des Großkanzels Bestuschew 1758 befahl Kaiserin Elisabeth von Stambke, aus Petersburg abzureisen. Während der Rückreise nach Holstein starb seine Ehefrau am 19. Mai 1758 in Reval.
Von Stambke zog daraufhin nach Kiel, wo er als Conseil arbeitete, jedoch keine Bedeutung mehr erreichte.